# Barbara Pas
Barbara G. Pas, née le 1er mars 1981 à Tamise est une femme politique belge flamande, membre du Vlaams Belang.
Elle est ingénieur commercial et fut collaboratrice parlementaire.

## Fonctions politiques
- Conseillère communale de Termonde
- Députée fédérale depuis le 28 juin 2007